# Paluel
Paluel là một xã trong vùng hành chính Normandie, thuộc tỉnh Seine-Maritime, quận Dieppe, tổng Cany-Barville. Tọa độ địa lý của xã là 49° 50' vĩ độ bắc, 00° 37' kinh độ đông. Paluel nằm trên độ cao trung bình là 9 mét trên mực nước biển, có điểm thấp nhất là 0 mét và điểm cao nhất là 96 mét. Xã có diện tích 10,87 km², dân số vào thời điểm 1999 là 416 người; mật độ dân số là 38 người/km².

## Thông tin nhân khẩu
| 1962 | 1968 | 1975 | 1982 | 1990 | 1999 |
| ---- | ---- | ---- | ---- | ---- | ---- |
| 368  | 389  | 364  | 443  | 383  | 416  |

## Địa điểm tham quan
- Nhà thờ St. Martin de Paluel
- Nhà thờ St. Pierre de Conteville
- Nhà thờ Notre-Dame de Janville
- Lâu đài Bertheauville
- Lâu đài Conteville